# Чемпионат Африки по волейболу среди женщин 2015
17-й чемпионат Африки по волейболу среди женщин прошёл с 12 по 20 июня 2015 года в Найроби (Кения) с участием 8 национальных сборных команд. Чемпионский титул в 9-й раз в своей истории выиграла сборная Кении.
В отличие от предыдущих континентальных первенств, которые проходили в августе—сентябре, нынешнее было проведено в июне в связи с тем, что с конца августа 2015 будет проходить розыгрыш Кубка мира, в котором примут участие две сильнейшие команды по итогам чемпионата Африки 2015 — сборные Кении и Алжира.

## Команды-участницы
Алжир, Ботсвана, Камерун, Кения, Маврикий, Марокко, Сенегал, Тунис.

## Система проведения чемпионата
8 команд-участниц на предварительном этапе разбиты на две группы. Первичным критерием при распределении мест в группах являлось общее число побед, затем количество набранных очков, соотношение партий, соотношение игровых очков, результаты личных встреч. За победы со счётом 3:0 и 3:1 команды получали по 3 очка, за победы 3:2 — по 2 очка, за поражение 2:3 — по 1 очку, за поражения 1:3 и 0:3 очки не начислялись. По две лучшие команды из групп выходят в полуфинал плей-офф и по системе с выбыванием определяют призёров первенства. Итоговые 5—8-е места по той же системе разыгрывают команды, занявшие в группах 3—4-е места.

## Предварительный этап

### Группа А
| М | Команда  | 1   | 2   | 3   | 4   | И | В | П | С/П | О |
| - | -------- | --- | --- | --- | --- | - | - | - | --- | - |
| 1 | Кения    |     | 3:0 | 3:0 | 3:0 | 3 | 3 | 0 | 9:0 | 9 |
| 2 | Алжир    | 0:3 |     | 3:1 | 3:0 | 3 | 2 | 1 | 6:4 | 6 |
| 3 | Ботсвана | 0:3 | 1:3 |     | 3:1 | 3 | 1 | 2 | 4:7 | 3 |
| 4 | Маврикий | 0:3 | 0:3 | 1:3 |     | 3 | 0 | 3 | 1:9 | 0 |

12 июня: Кения — Маврикий 3:0 (25:12, 25:13, 25:17).
13 июня: Алжир — Ботсвана 3:1 (25:17, 17:25, 25:20, 25:16).
14 июня: Ботсвана — Маврикий 3:1 (25:22, 23:25, 25:23, 25:15); Кения — Алжир 3:0 (25:20, 25:22, 25:19).
15 июня: Алжир — Маврикий 3:0 (25:15, 25:15, 26:24); Кения — Ботсвана 3:0 (25:19, 25:12, 25:18).

### Группа В
| М | Команда | 1   | 2   | 3   | 4   | И | В | П | С/П | О |
| - | ------- | --- | --- | --- | --- | - | - | - | --- | - |
| 1 | Сенегал |     | 3:2 | 3:2 | 3:2 | 3 | 3 | 0 | 9:6 | 6 |
| 2 | Камерун | 2:3 |     | 3:2 | 3:0 | 3 | 2 | 1 | 8:5 | 6 |
| 3 | Тунис   | 2:3 | 2:3 |     | 3:1 | 3 | 1 | 2 | 7:7 | 5 |
| 4 | Марокко | 2:3 | 0:3 | 1:3 |     | 3 | 0 | 3 | 3:9 | 1 |

12 июня: Сенегал — Камерун 3:2 (20:25, 25:27, 25:16, 25:20, 15:12).
13 июня: Тунис — Марокко 3:1 (24:26, 25:17, 25:21, 25:13).
14 июня: Камерун — Марокко 3:0 (25:17, 25:18, 25:20); Сенегал — Тунис 3:2 (14:25, 17:25, 25:18, 25:20, 15:12).
15 июня: Камерун — Тунис 3:2 (15:25, 25:18, 28:26, 24:26, 15:13); Сенегал — Марокко 3:2 (23:25, 22:25, 25:9, 25:18, 15:9).

## Плей-офф за 5—8 места

### Полуфинал
17 июня
Марокко — Ботсвана 3:0 (25:22, 25:22, 25:12)
Тунис — Маврикий 3:0 (25:13, 25:17, 25:14)

### Матч за 7-е место
18 июня
Маврикий — Ботсвана 3:1 (17:25, 25:21, 25:19, 25:21).

### Матч за 5-е место
18 июня
Тунис — Марокко 3:1 (25:16, 21:25, 25:21, 25:21).

## Плей-офф за 1—4 места

### Полуфинал
17 июня
Алжир — Сенегал 3:0 (25:14, 25:17, 25:22)
Кения — Камерун 3:0 (25:22, 25:14, 25:22)

### Матч за 3-е место
20 июня
Камерун — Сенегал 3:2 (25:19, 23:25, 14:25, 25:13, 17:15).

### Финал
20 июня
Кения — Алжир 3:0 (25:17, 25:21, 25:20).

## Итоги

### Положение команд
| Кения       |
| Алжир       |
| Камерун     |
| 4. Сенегал  |
| 5. Тунис    |
| 6. Марокко  |
| 7. Маврикий |
| 8. Ботсвана |

### Призёры
Кения: Джейн Вачу, Эвелин Макуто, Триза Атука, Эстер Вангеши, Рут Джепнгетич, Джанет Ванджа, Элизабет Ваньяма, Ноэль Мурамби, Лидия Майо, Мерси Мойм, Брэксайдс Агала, Моника Биама. Тренер — Дэвид Лунгахо.
  Алжир: Фатима-Зохра Укази, Кахина Шетту, Наваль Мансури, Инсаф Аду, Сафия Букхима, Кахина Арбуш, Даллаль Мерва Ашур, Захра Гимур, Айша Мезмат, Лидия Улму, Муни Абдеррахим, Амина Редуани.
  Камерун: Татьяна Баран а Биссен, Мадлен Эсисима, Летиция Мома Бассоко, Йоланда Амана Нгоне, Антония Ахоне Нгоне, Бертрад Бикаталь, Фавзия Абдулкарим, Раиса Насер, Роз Мбенга Эянго, Кристель Абоа Мбеза, ...

### Индивидуальные призы
MVP:  Эвелин Макуто
Лучшая нападающая:  Фату Диок
Лучшая блокирующая:  Рут Джепнгетич
Лучшая на подаче:  Лидия Улму
Лучшая на приёме:  Летиция Мома Бассоко
Лучшая связующая:  Джейн Вачу
Лучшая либеро:  Элизабет Ваньяма